# Campionati europei di ciclismo su strada - Cronometro maschile Under-23
La cronometro maschile Under-23 è una delle prove disputate durante i Campionati europei di ciclismo su strada. Riservata ai ciclisti della categoria Under-23, si è corsa per la prima volta nel 1997.

## Albo d'oro
Aggiornato all'edizione 2024.
| Anno | Vincitore               | Secondo              | Terzo                   |
| ---- | ----------------------- | -------------------- | ----------------------- |
| 1997 | Guillaume Auger         | Fabio Malberti       | Maurizio Caravaggio     |
| 1998 | Oleg Žukov              | Marco Pinotti        | László Bodrogi          |
| 1999 | Martin Čotar            | Charles Wegelius     | Nicolas Fritsch         |
| 2000 | Evgenij Petrov          | Paweł Zugaj          | Dmitrij Stemov          |
| 2001 | Manuel Quinziato        | Aleksandr Bespalov   | Sebastian Lang          |
| 2002 | Jonas Olsson            | Aleksandr Bespalov   | Jure Zrimšek            |
| 2003 | Markus Fothen           | Jure Zrimšek         | Vladimir Gusev          |
| 2004 | Christian Müller        | Janez Brajkovič      | Aleksej Esin            |
| 2005 | Dmytro Hrabovs'kyj      | Dominique Cornu      | Janez Brajkovič         |
| 2006 | Dmytro Hrabovs'kyj      | Jérôme Coppel        | Dominique Cornu         |
| 2007 | Maksim Bel'kov          | Rein Taaramäe        | Adriano Malori          |
| 2008 | Adriano Malori          | Timofej Krickij      | Artëm Ovečkin           |
| 2009 | Marcel Kittel           | Timofej Krickij      | Rasmus Christian Quaade |
| 2010 | Alex Dowsett            | Geoffrey Soupe       | Nélson Oliveira         |
| 2011 | Yoann Paillot           | Bob Jungels          | Vegard Stake Laengen    |
| 2012 | Rasmus Christian Quaade | Bob Jungels          | Oleksandr Holovaš       |
| 2013 | Victor Campenaerts      | Oleksandr Holovaš    | Jasha Sütterlin         |
| 2014 | Stefan Küng             | Davide Martinelli    | Aleksandr Evtušenko     |
| 2015 | Steven Lammertink       | Marlen Zmorka        | Maximilian Schachmann   |
| 2016 | Lennard Kämna           | Filippo Ganna        | Rémi Cavagna            |
| 2017 | Kasper Asgreen          | Mikkel Bjerg         | Corentin Ermenault      |
| 2018 | Edoardo Affini          | Izidor Penko         | Markus Wildauer         |
| 2019 | Johan Price-Pejtersen   | Mikkel Bjerg         | Stefan Bissegger        |
| 2020 | Andreas Leknessund      | Stefan Bissegger     | Ilan Van Wilder         |
| 2021 | Johan Price-Pejtersen   | Søren Wærenskjold    | Daan Hoole              |
| 2022 | Alec Segaert            | Fran Miholjević      | Eddy Le Huitouze        |
| 2023 | Alec Segaert            | Carl-Frederik Bévort | Gustav Wang             |
| 2024 | Alec Segaert            | Jakob Söderqvist     | Wessel Mouris           |

## Medagliere
| Pos.   | Nazione       | Oro | Argento | Bronzo | Totale |
| ------ | ------------- | --- | ------- | ------ | ------ |
| 1      | Danimarca     | 4   | 3       | 2      | 9      |
| 2      | Belgio        | 4   | 1       | 2      | 7      |
| 3      | Germania      | 4   | 0       | 3      | 7      |
| 4      | Russia        | 3   | 4       | 5      | 12     |
| 5      | Italia        | 3   | 4       | 2      | 9      |
| 6      | Francia       | 2   | 2       | 4      | 8      |
| 7      | Ucraina       | 2   | 2       | 1      | 5      |
| 8      | Svizzera      | 1   | 1       | 1      | 3      |
| 8      | Norvegia      | 1   | 1       | 1      | 3      |
| 10     | Gran Bretagna | 1   | 1       | 0      | 2      |
| 10     | Croazia       | 1   | 1       | 0      | 2      |
| 10     | Svezia        | 1   | 1       | 0      | 2      |
| 13     | Paesi Bassi   | 1   | 0       | 2      | 3      |
| 14     | Slovenia      | 0   | 3       | 2      | 5      |
| 15     | Lussemburgo   | 0   | 2       | 0      | 2      |
| 16     | Estonia       | 0   | 1       | 0      | 1      |
| 16     | Polonia       | 0   | 1       | 0      | 1      |
| 18     | Austria       | 0   | 0       | 1      | 1      |
| 18     | Portogallo    | 0   | 0       | 1      | 1      |
| 18     | Ungheria      | 0   | 0       | 1      | 1      |
| Totale | Totale        | 28  | 28      | 28     | 84     |